# VIMU
VIMU, das virtuelle Museum, ist ein regionalgeschichtliches Online-Museum Schleswig-Holsteins und Süddänemarks für die Zeit zwischen 1830 und 2000. Es ist das erste gemeinsame dänisch-deutsche und zweisprachige (Dänisch und Deutsch) Geschichtsprojekt im Internet.
VIMU entstand ab dem Jahr 2005. Finanziert wurde es zu 50 % aus den Mitteln des INTERREG IIIa-Programms des Europäischen Fonds für regionale Entwicklung. Seit 2008 ist VIMU online. Hochschuleinrichtungen der Fachgebiete Geschichte, Didaktik, Informationswissenschaften und Multimedia erarbeiteten das virtuelle Museum. Es ist interaktiv und multimedial. Beteiligt an der Entwicklung waren das zur Universität Flensburg gehörende und in Schleswig beheimatete Institut für schleswig-holsteinische Zeit- und Regionalgeschichte, die Fachhochschule Kiel, das Institute of History and Civilization in Odense sowie das Institut for Fagsprog, Kommunikation og Informationsvidenskab in Kolding.
Aus einer grenzüberschreitenden Perspektive bringt VIMU die Regionalgeschichte Schleswig-Holsteins und Süddänemarks vom 19. bis zum Beginn des 21. Jahrhunderts nahe. Anhand von sechs Bereichen und 36 Themen werden die dänisch-deutschen Beziehungen dargestellt. Folgende Bereiche wurden ausgewählt: Grenzen, Politik, Gesellschaft, Wirtschaft, Kultur und Meer. Zu den angesprochenen Themen gehören beispielsweise Minderheiten in den Jahren 1920 bis 1955, Politik in der Region, Migrationen, der Strukturwandel in der Landwirtschaft, Hans Christian Andersen sowie Schifffahrt und Fischerei.
VIMU richtet sich an Schüler, Lehrer, Geschichtsinteressierte, lokale Anwohner und Touristen. 